# 王覺一

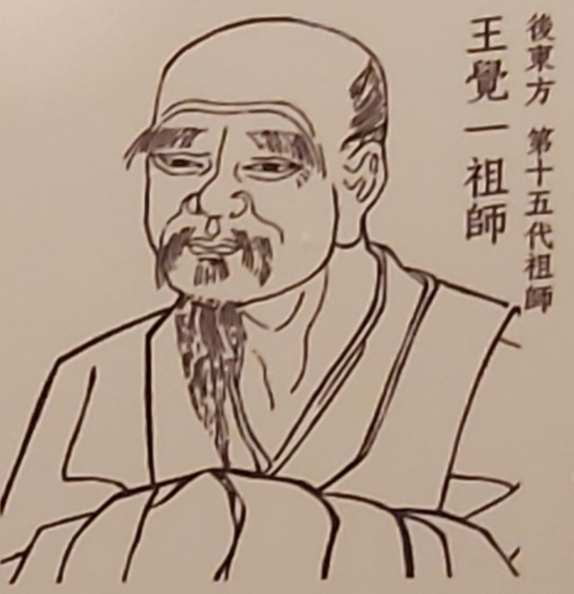
王覺一畫像

王覺一（1821年—1886年），原名王希孟，号北海老人，道号觉一，山东青州人。为「一贯道」名子的创始人，在一贯道内被奉为第十五代祖师。

## 生平
王覺一年轻时曾学过儒释道三教经典，后加入先天道，拜第十四代祖师姚鹤天为师。回到青州后则建立「东震堂」，即今日以「一贯道」為名，其歷史淵源可追溯至此地。
1877年，王覺一向无生老母领天命，随后即向全国各地传道。1883年该教派被清政府查禁后，许多他的追随者均受到迫害。王覺一逝世后由第十六代祖师刘清虚继承天命。

## 著作
《理數合解》，書序為1895年。
《歷年易理》，文內提到"掃萬法歸一法救回殘緣，起戊寅成丙戌活佛世界。"顯示於1878-1886年光緒年間傳授天道。